# Naoto Hiraishi
Naoto Hiraishi (japanisch 平石 直人 Hiraishi Naoto; * 23. Juni 1992 in der Präfektur Kanagawa) ist ein japanischer Fußballspieler.

## Karriere
Hiraishi erlernte das Fußballspielen in der Schulmannschaft der Teikyo High School und der Universitätsmannschaft der Tōyō-Universität. Seinen ersten Vertrag unterschrieb er 2015 beim FC Machida Zelvia. Der Verein aus Machida spielte in der dritthöchsten Liga des Landes, der J3 League. 2016 wechselte er zum Ligakonkurrenten Fujieda MYFC. Für den Verein absolvierte er 54 Ligaspiele. 2018 wechselte er zum ebenfalls in der dritten Liga spielenden Blaublitz Akita. Für Blaublitz stand er 21-mal in der dritten Liga auf dem Spielfeld. 2019 wechselte er zum Ligakonkurrenten SC Sagamihara. Für den Verein bestritt er 28 Ligaspiele. 2020 wechselte er zum Regionalligisten Ococias Kyoto AC. Hier stand er bis Januar 2022 unter Vertrag. Von Februar 2022 bis Anfang August 2022 war er vertrags- und vereinslos. Am 10. August 2022 unterschrieb er in Thailand einen Vertrag beim Drittligisten Siam FC. Mit dem Verein aus Nonthaburi spielte er in der Bangkok Metropolitan Region der Liga. Nach fünf Drittligaspielen wurde sein Vertrag nach der Hinserie aufgelöst. Im Februar 2023 kehrte er in seine Heimat zurück. Hier schoss er sich dem Sechstligisten Atsugi Hayabusa an. Mit dem Verein aus Atsugi spielte er 18-mal in der Kantō Soccer League, Division 2. Im Februar 2024 zog es ihn auf die Philippinen. Hier schloss er sich dem 2024 gegründeten Erstligisten One Taguig FC an.